# DeLaval

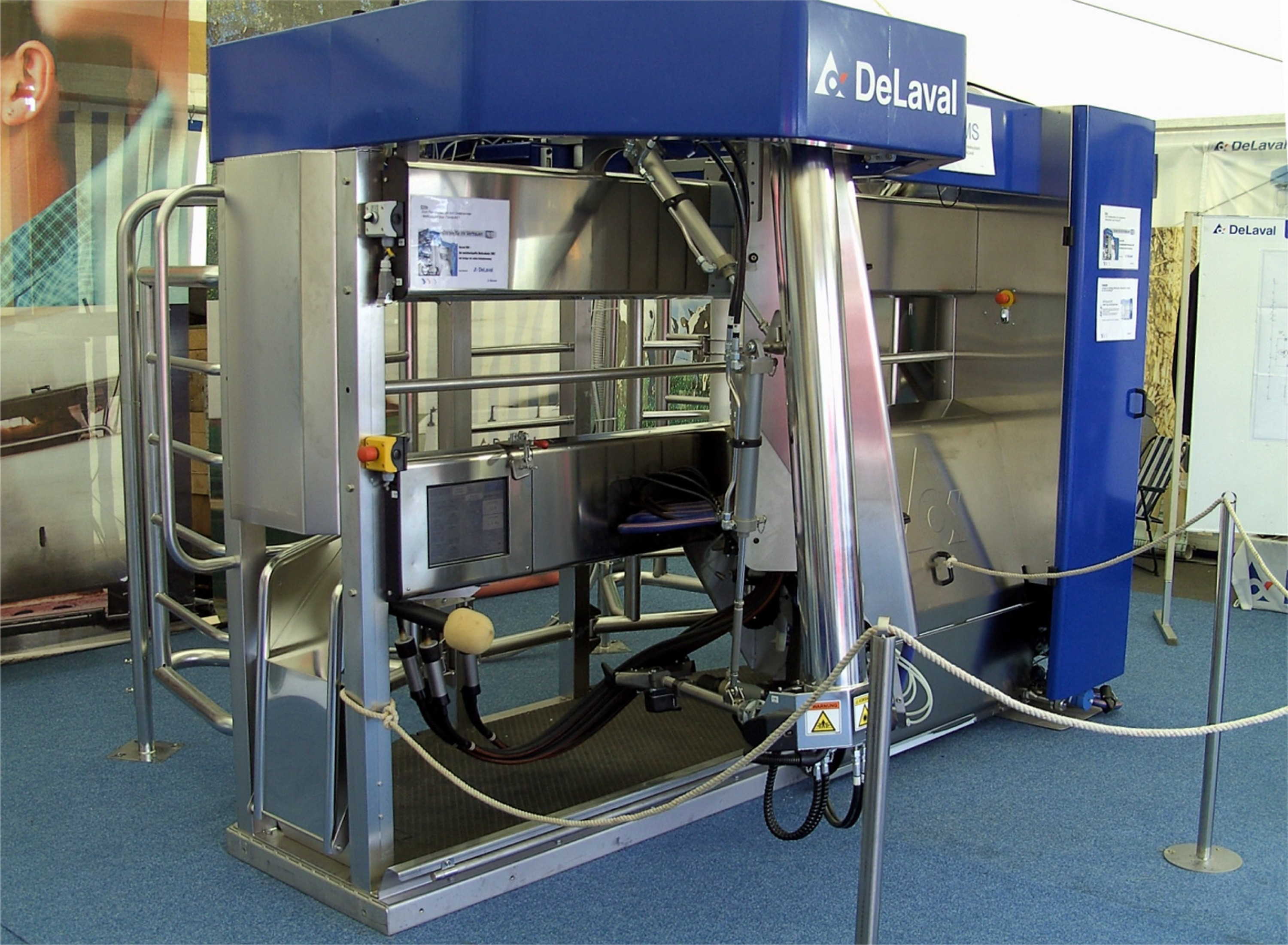
Mjölkrobot

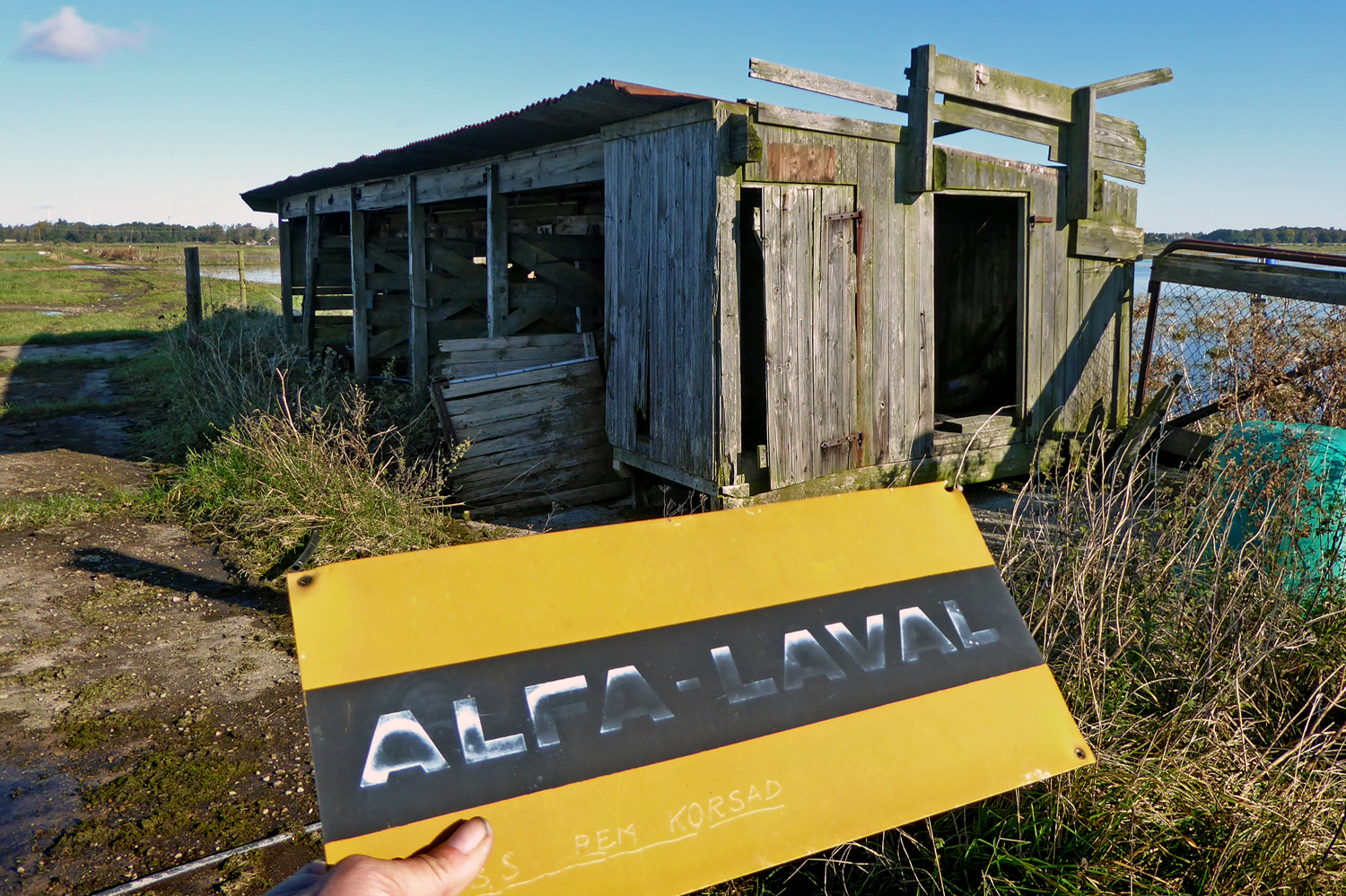
Ett gammalt nerlagt mjölkstall med pumpar och separator från Alfa-Laval. Öja mosse Ystad 2017.

DeLaval International AB är ett svenskt företag som har sitt ursprung i AB Separator, ett företag som grundades 1883 för att exploatera Gustaf de Lavals uppfinning separatorn från 1878, som används för att skilja grädde från mjölk. Företaget har sitt huvudkontor i Tumba i Botkyrka kommun, där även testgården Hamra gård ligger.
Företaget ingår numera i Tetra Laval-koncernen. Huvudsaklig inriktning på produktionen är utrustning till mjölkproduktion. DeLaval är världsledande av tillverkning till mjölkstallar, de har en dominerande ställning på flera marknader i världen. Företaget har tidigare varit en del av Alfa Laval.
Företaget har satsat mycket på att utveckla robotmjölkning, vilket innebär att korna blir automatiskt mjölkade i en speciell maskin kallad Voluntary Milking System (VMS).